# Kyveta

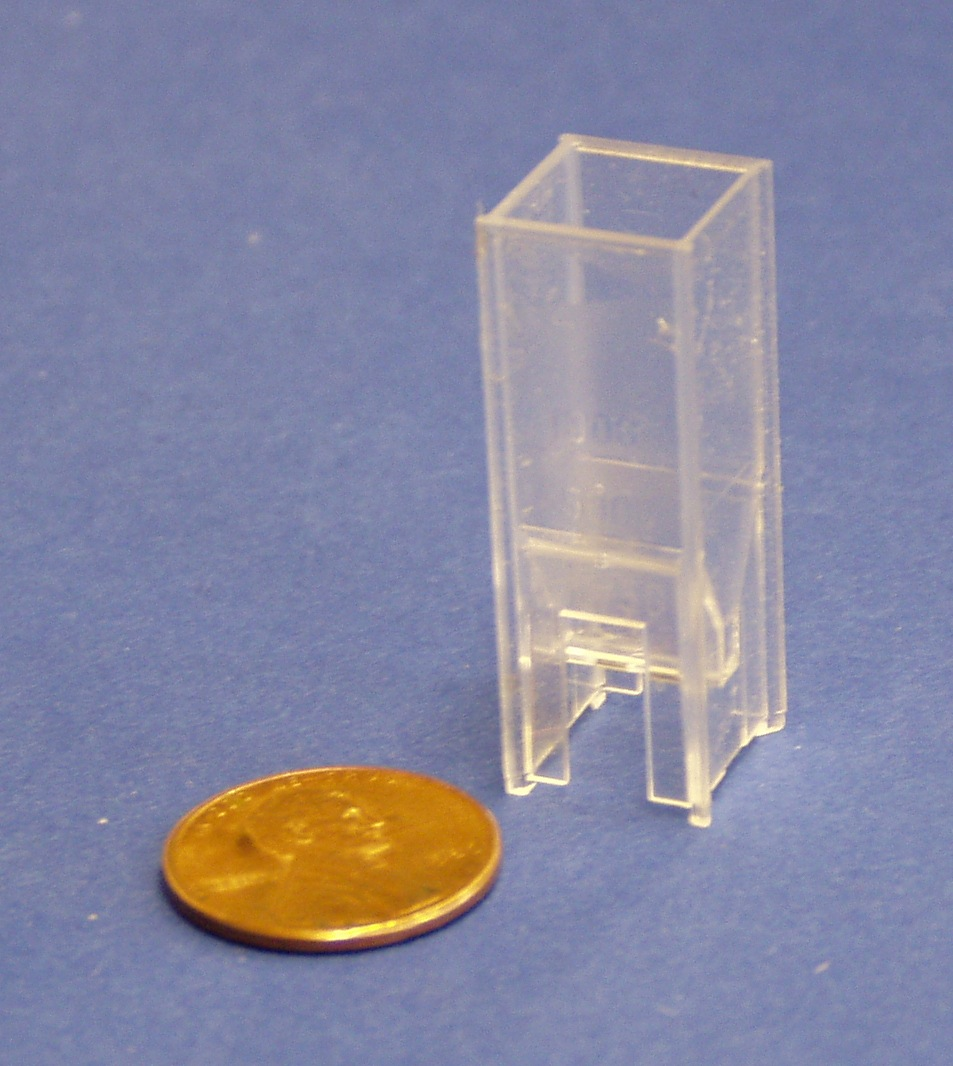
Plastová kyveta na měření koncentrací DNA nebo RNA ve spekrofotometru. Americký cent je zde jako měřítko.

Kyveta je laboratorní pomůcka, do které se umisťuje kapalný vzorek při měření optických vlastností roztoků.
Nejčastěji se používají standardní kyvety s optickou dráhou 1 cm (vzácněji kratší – tzv. ultramikrokyvety pro velmi malé objemy měřených roztoků). Kyvety mohou být vyrobeny z různých materiálů a mohou mít různé provedení.

## Materiál kyvety
Kyvety z optického skla (zpravidla označované OG = optical glass, G = glass apod.) se hodí pro měření ve viditelné části spektra. Pro měření v UV oblasti je třeba použít kyvet z křemenného skla (Q = quartz, UV). Dostupné jsou i kyvety ze speciálních optických skel (např. OS = Optisches Glas), které lze obvykle použít pro širší část spektra než kyvety z obvyklého optického skla, jsou však levnější, než kyvety křemenné. V infračervené oblasti spektra se pak užívá řada materiálů s různou propustností v dané oblasti spektra a s různými chemickými vlastnostmi užitého materiálu. Pro měření ve vodných roztocích se užívají kyvety z CaF2 případně BaF2. Pro nepolární rozpouštědla pak z KBr, NaCl či KCl.
Měření v kyvetách z různých typů skla je velmi přesné, při správné technice lze stanovit absorbanci vzorku s přesností až na čtyři či pět desetinných míst. Kyvety jsou však relativně drahé – z optického skla stojí řádově stovky až tisíce korun, cena běžné kyvety z křemenného skla se pohybuje kolem čtyř až pěti tisíc korun. Přitom je životnost kyvet omezená, navíc jejich údržba je poměrně pracná. Z těchto důvodů se pro běžná měření používají jednorázové plastové kyvety, jejichž cena bývá jen několik korun, na druhou stranu s nimi lze spolehlivě měřit s přesností jen na dvě až tři desetinná místa (což je však pro většinu aplikací plně vyhovující). Většinou se vyrábějí z polystyrenu (PS) – pro viditelnou část spektra, nebo z polymetylmetakrylátu (PMMA) – i pro část UV oblasti.

## Rozměry kyvety
Standardní spektrofotometrické kyvety (tzv. makrokyvety) mají dnes vnitřní rozměry 1×1×3 až 4 cm a plní se na objem 3 ml (nebo méně podle uspořádání fotometru a výšky paprsku nade dnem kyvety). Vzhledem k tomu, že se pracuje se stále menšími vzorky, používají se čím dál častěji semimikrokyvety, které mají prostor pro vzorek zúžený a stačí je tak plnit jen asi 0,8 ml vzorku (opět záleží na provedení přístroje). Dostupné jsou i mikro- a ultramikrokyvety, které, někdy již za cenu zkrácení optické délky, mohou pracovat i s podstatně menšími objemy (řádově až mikrolitry). Protože by při použití semimikro-, mikro- a ultramikrokyvet v některých spektrofotometrech podstatná část světla procházela sklem kolem vzorku, což by výrazně zvyšovalo pozadí a zhoršovalo přesnost měření, bývají tyto kyvety tzv. maskované – sklo kolem oblasti se vzorkem je začerněno. Na některých kyvetách bývá uveden tzv. faktor kyvety – vlastně skutečná optická délka kyvety v cm. V ideálním případě je faktor kyvety roven jedné, může se však lišit v důsledku výrobních nepřesností.
V infračervené spektroskopii se užívá kyvet v podobe dvojic disků, obdélníků či hexagonů atp., které mají optickou dráhu světelného svazku v řádech mikrometrů až stovek mikrometrů. Jejich průměry se různí v závislosti na užitém přístroji, ale většinou jsou větší než 2,5 cm o tloušťce větší 2 mm. Plněný objem se pak velmi různí dle prostoru pro vzorek - od 0,5 µl až po 100 µl.

## Speciální kyvety
Pro speciální aplikace se používají další typy kyvet, např. průtokové kyvety, které lze připojit např. k chromatografickým přístrojům, temperované kyvety, spektrofotometrické kapiláry apod.